# Cuenta obligatoria de ocho
La cuenta obligatoria de ocho, es una regla en el boxeo y el kickboxing que requiere que el árbitro cuente a cualquier peleador una cuenta de ocho segundos una vez que haya sido derribado por su oponente, y antes de que se permita que se reanude la pelea. Incluso si el peleador se levanta antes de que la cuenta llegue a ocho, el árbitro debe contar hasta ocho antes de verificar si el peleador puede continuar, a menos que haga un juicio de valor que indique que el peleador no puede continuar. La cuenta obligatoria de ocho es parte de las Reglas Unificadas del Boxeo adoptadas por la Asociación de Comisiones de Boxeo.

## Historia
Las Reglas del Marqués de Queensberry, las reglas básicas del boxeo, definieron que a los peleadores se les debe dar diez segundos para volver a ponerse de pie después de ser derribados. En 1953, la Comisión Atlética del Estado de Nueva York introdujo el primer conteo obligatorio de ocho para todos los combates, excepto los combates de campeonato. El movimiento se hizo para proteger a los boxeadores de daños innecesarios. Diez años más tarde, se adoptó el conteo obligatorio de ocho para todos los partidos en una regulación aprobada por la Legislatura del Estado de Nueva York . La cuenta obligatoria de ocho se usó por primera vez en 1961 en una pelea por el título entre Floyd Patterson e Ingemar Johansson en Florida. La reacción de los luchadores a la nueva regla fue positiva. Johansson dijo: "Fue bueno que tuviera la cuenta de ocho" y Patterson dijo: "La cuenta de ocho me ayudó, esos pocos segundos adicionales me dieron la oportunidad de despejarme". En 1997, la Asociación Mundial de Kickboxing adoptó la cuenta obligatoria de ocho para los partidos de kickboxing profesional.
La cuenta de ocho obligatoria es diferente de la cuenta de ocho de pie en la que los árbitros tenían el poder de pausar la pelea y comenzar una cuenta si sentían que un peleador estaba en problemas a su discreción, incluso si no había una caída. La cuenta obligatoria de ocho es un requisito para todos los derribos. En 1998, la Asociación de Comisiones de Boxeo abolió la cuenta de ocho de pie, ya que se consideró que le daba una ventaja al peleador contra quien se emitía. Sin embargo, se mantuvo la cuenta de ocho obligatoria y se distingue de la cuenta de ocho permanente anterior en las reglas del boxeo profesional.